# Phare de Stony Point (Henderson)

Le phare de Stony Point (en anglais : Stony Point (Henderson) Light), est un phare actif situé au bord du Lac Ontario, en baie Henderson, dans le Comté de Jefferson (État de New York).

## Histoire
Le site a été créé en 1826 et le phare actuel a été allumé en 1869. Les fondations du phare d'origine sont encore visibles. Il a été désactivé en 1946. Le phare a été réparé après avoir été endommagé par un incendie en 1966. Les logements de la lumière et du gardien attenant sont actuellement des propriétés privées.
Une nouvelle lumière, sur une tour métallique de 11 mètres de haut, a été construite en 1945 et elle a été automatisée en 1950. Il émet une lumière rouge clignotante toutes les 3 secondes. Ce phare est entretenu par les garde-côtes américains (USCG 7-2010). Le site n'est pas ouvert au public.

## Description
Le phare ancien est une tour quadrangulaire en brique avec une galerie et une lanterne de 21 m de haut, reliée à une maison de gardien. La tour est peinte en blanc et la lanterne est noire.
Identifiant : ARLHS : USA-814 .

### Lien connexe
- Liste des phares de l'État de New York